# Грујо Бјековић
Грујо Бјековић је био професор на Факултету физичког васпитања и спорта у Палама и ванредни професор физичког васпитања на Филозофском Факултету, такође у Палама. Запажен као врстан педагог. За остварене резултате у области образовања, културе и физичке културе, те обављању значајних функција на нивоу Општине и Републике добио је низ значајних признања.

## Биографија
Грујо Бјековић је рођен 1943. године у Озерковићима, општина Соколац. Средњу економску школу и Факултет физичке културе завршио је у Сарајеву, гдје је завршио и постдипломске студије 1991. године. Магистрирао је на Факултету физичке културе у Новом Саду. Докторску дисертацију одбранио је на Факултету физичке културе Универзитета у Српском Сарајеву. По завршетку основних студија педагошку дјелатност започео је као професор физичког васпитања у Гимназији на Сокоцу. Запажен као врстан педагог на реализацији програмских садржаја, биран је за директора Средњошколског центра на Сокоцу. Као директор извршио је припајање Средњошколског центра из Хан Пијеска Средњпшколском центру у Сокоцу. На том мјесту остаје два мандата и остварује значајне резултате у образовно-васпитној дјелатности. За остварене резултате у области образовања, културе и физичке културе, те обављању значајних функција на нивоу Општине и Републике добио је низ значајних признања: Орден рада са сребрним вијенцем Предсједништва СФРЈ-а, Златну значку МОИ БиХ, Плакету Општине Соколац, признања Регионалног одбора за унапређење образовања, Плакету XIV Зимских олимпијских игара 1984. године.
Након истека другог мандата у Средњошколском центру Соколац изабран је за предсједника ОКСК Соколац, на коме остаје два мандата, а након тога прелази на рад у Извршно вијеће у Комитет образовања, науке, културе и физичке културе Босне и Херцеговине. Континуитет ових задатака наставља у Министарству образовања, науке и културе Владе Републике Српске од 4. априла 1992. године. У исто вријеме обавља и радне задатке начелника културе и учествује у формирању републичких културних институција (Архив Републике Српске, Народно позориште Републике Српске, Музеј Републике Српске и др.) и савјетника министарства за средње образовање.
Учествовао је у формирању Националног олимпијског комитета Републике Српске и изабран је за његовог Генералног секретара. У циљу развоја, унапређења и организовања спорта Републике Српске учествовао је у формирању струковних спортских савеза и успоставио систем такмичења Републике Српске, формирања Друштва педагога физичке културе Републике Српске. У радној групи за ревитализацију Факултета физичке културе 1994. године даје значајан допринос у стварању и унапрјеђењу његове дјелатности. У 1995. години биран је за асистента на предмету биомеханика. У периоду од 1997. до 2001. године налазио се на радном мјесту помоћника министра за спорт и омладину у Влади Републике Српске. У том периоду учествовао је у доношењу Закона о спорту.
Добитник је Повеље са златном значком ФСРС, Златне плакете ФСРС, Златне плакете ФС подручја Сарајевско-романијске регије, Златне плакете КСРС, Захвалнице организационог одбора за обиљежавање 10.одишњице Зимских олимпијских игара 1984. године, Захвалнице Војске Републике Српске за изузетан допринос у организацији Првог првенства војске Републике Српске у скијању, Захвалнице Филозофског факултета и студентске организације Пале, Златне плакете Скупштине Општине Соколац 2013. године. Био је предсједник ФК и СК „Гласинац” Соколац и КК „Фолозоф” Пале. Од 2001. године био је у сталном радном односу на факултету Физичког васпитања и спорта Универзитета у Источном Сарајеву, до одласка у пензију. Као спољни сарадник радио је око петнаест година и на Филозофском факултету Источно Сарајево.
Обављао је дужност Предсједника Управног одбора Клиничког центра Касиндо. Учесник је бројних међународних конгреса, симпозијума и конференција. Рецензент је стручних књига и уџбеника. Добитник је цертификата за успјешно одржана предавања на међународим симпозијумима. Као аутор или коаутор објавио је петнаест књига и уџбеника и око 72 стручна и научна рада.